# Джорде Бодінович
Джорде Бодінович (*Ђорђе Бодиновић, д/н  —1131) — король Дуклі у 1114—1118 та 1125—1131 роках.

## Життєпис
Походив з династії Воїславовичів. Син Костянтина Бодіна, короля Дуклі, та Яквінти Барської, з сицилійських норманів. Народився після 1078 року. У 1001 році втратив батька. Трон посів його старший брат Михайло, але той помер у 1002 році.
До 1113 року не брав участі в політичній боротьбі. Після смерті князя Володимира I у 1114 році стає новим правителем Дуклі. Оголосив себе королем, що мало свідчити про незалежність від Рашки і Візантії. Водночас виступив проти Браніславовичів, які також претендували на владу. Останні втекли на візантійську територію, де здобули підтримку.
У 1117 році почалася війна Джорде проти візантійців на чолі з імператором Іоанном Комніном, які атакували дуклянську землю. Війська короля Джорде зазнали поразки, він сховався у фортеці Обліку, а незабаром втратив усі землі. В результаті вимушений був у 1118 році тікати до Рашки. Владу перебрав Грубеша Браніславович. Мати Джорде — Яквінту — було відправлено до Константинополя.
1125 року за допомогою військ Рашки Джорде Бодінович атакував Дуклю, переміг Грубешу в битві при Бар. В результаті став новим королем Дуклі, але вимушений був розділити владу з Драгхіною та Драгілою Браніславовичами. 1126 року рушив проти Рашки, яку підкорив, а Урош I визнав зверхність Джорде Бодіновича.
Відчувши військову міць, Джорде вирішив повністю перебрати владу над Дуклею. За наказом Бодіновича було схоплено Михайла, сина колишнього князя Володимира, та Драгілу Браніславовича. Брат останнього втік до Діррахія, під охорону візантійців. Супротивники з візантійцями захопили землі від Бара до Підгориці. Але незабаром візантійці відступили, а король Джорде відвоював усі землі, окрім Обліку, де отаборилися Браніславовичі.
Невдача при облозі Обліку призвела до того, що у 1130 році візантійці разом з військами Рашки знову атакували Дуклю. Джорде зазнав поразки й відступив до фортеці Облон. Тут у 1131 році вимушений був здатися ворогові. Його було відправлено до Константинополя, де Джорде помер того ж року у в'язниці. Візантійці владу над Дуклею передали Градхіні Браніславовичу.